# 野扁豆属
野扁豆属（学名：Dunbaria）是蝶形花科下的一个属，为草质或木质藤本植物。该属共有约15种，分布于热带亚洲和澳大利亚。